# 16048 Eddiedai
16048 Eddiedai este o planetă minoră (asteroid), cu un diametru de 9,702 km, din centura de asteroizi. A fost descoperită pe 10 mai 1999 la Experimental Test Site⁠(d) de Lincoln Near-Earth Asteroid Research. 
Obiectul prezintă o orbită caracterizată de o semiaxă mare de 3,0543577 UAi, o excentricitate de 0,1, o înclinație de 0,85352 ° în raport cu ecliptica.